# Tron: Uprising
Tron: Uprising este un serial de televiziune science fiction, parte a francizei Tron. A avut premiera pe canalul TV Disney XD în Statele Unite la 7 iunie 2012. Este regizat de Charlie Bean, care este și producător executiv. Edward Kitsis, Adam Horowitz și Justin Springer sunt consultanți de producție. Acțiunea serialului are loc între filmele Tron și Tron: Moștenirea. A fost anunțat un total de 19 episoade pentru primul sezon. Ultimul episod a fost difuzat pe 28 ianuarie 2013.

## Episoade
| Nr. în serial | Nr. în sezon | Titlu                  | Regia        | Scenariu                      | Premiera (în SUA)            | Cod producție | Audiență SUA (milioane) |
| --- | ------------ | ---------------------- | ------------ | ----------------------------- | ---------------------------- | ------------- | ----------------------- |
| 1 | 1            | „Beck's Beginning”     | Charlie Bean | Edward Kitsis & Adam Horowitz | 18 mai 2012 (Disney Channel) | 101           | 1.79 (Disney Channel)   |
| După ce e martor la moartea prietenilor săi din cauza armatei de ocupație trimisă de Clue, un tânăr program numit Beck se ridică împotriva conducerii lui Clue. Note: Episodul a avut premiera la Disney Channel și a fost distribuit pe Disney XD on Demand, YouTube, Facebook, iTunes ca un episod preludiu și a fost inițial produs ca o microserie cu 10-segmente înainte de a se lua decizia de a fi prezentat într-o singură piesă. |              |                        |              |                               |                              |               |                         |
| 2 | 2            | „The Renegade, Part 1” | Charlie Bean | Edward Kitsis & Adam Horowitz | 7 iunie 2012                 | 102           | 0.58                    |
| În timp ce Tron îl antrenează pe Beck, Beck începe să se îndoiască că el are abilități de învățare suficiente pentru a-l învinge pe Clu. În timp ce încearcă să scape de securitate, Beck cade într-un transportor-închisoare și ajunge la jocuri. Între timp, Zed este păcălit de o femeie pe nume Perl, care nu vrea decât să fure tot ce e rar.                                                                                        |              |                        |              |                               |                              |               |                         |
| 3 | 3            | „The Renegade, Part 2” | Charlie Bean | Edward Kitsis & Adam Horowitz | 14 iunie 2012                | 103           | 0.37                    |
| În timp ce Mara colaborează cu Zed pentru a găsi bicicleta rară a Șefului lor, Beck trebuie să găsească o cale pentru a-l scăpa pe prietenul său de la sentința la moarte și să permită rezistenței să găsească noi recruți. |              |                        |              |                               |                              |               |                         |
| 4 | 4            | „Blackout”             | Charlie Bean | Edward Kitsis & Adam Horowitz | 21 iunie 2012                | 104           | 0.54                    |
| Beck trebuie să distrugă o platformă de săpături înainte ca aceasta să provoace prea multe pene de curent care ar destabiliza Rețeaua și ar amenința existența orașului Argon. Beck este nevoit să intre prin tuneluri pentru a atașa un explozibil la platformă, lucrurile se complică deoarece are loc și o cursă de biciclete prin aceste tuneluri.                                                                                    |              |                        |              |                               |                              |               |                         |
| 5 | 5            | „Identity”             | Charlie Bean | Bill Wolkoff                  | 28 iunie 2012                | 105           | 0.38                    |
| Memoria lui Beck cedează după ce discul său de identitate este furat; el și Tron trebuie să-l găsească înainte ca altcineva să citească datele și să afle că Beck este Renegatul. |              |                        |              |                               |                              |               |                         |
| 6 | 6            | „Isolated”             | Charlie Bean | André Bormanis                | 5 iulie 2012                 | 106           | 0.36                    |
| Beck fură un cub de date cu operațiunile armatei lui Tesler. Când Paige îl urmărește pe Renegat, amândoi se prăbușesc pe o insulă. Din cauza prăbușirii aeronavei lui Beck codul insulei începe să se dezintegreze. Beck și Paige încearcă să lucreze împreună pentru a scăpa cu viață de pe insula care dispare în apă. Paige își aduce aminte de Quorra și de evenimentele care au făcut să se înroleze în armata lui Tesler.           |              |                        |              |                               |                              |               |                         |
| 7 | 7            | „Price of Power”       | Charlie Bean | Adam Nussdorf                 | 12 iulie 2012                | 107           | 0.35                    |
| 8 | 8            | „Scars, Part 1”        | Charlie Bean |                               | TBA                          | 108           |                         |
| 9 | 9            | „Scars, Part 2”        | Charlie Bean |                               | TBA                          | 109           |                         |